# Eugénie Kapnist
Pour les articles homonymes, voir Kapnist.
Née en Grèce, Eugénie Kapnist est une poétesse d'expression française d'origine gréco-russe.

## Biographie
Fille du comte grec Pierre Kapnist et d'une descendante de la famille Stenbock-Fermor, ayant comme ancêtre Gabriel Derjavine, elle fut élevée en France et partagea sa vie entre Grèce, Russie et France. Elle découvre la poésie d'André Chénier très tôt, à douze ans. En 1897 elle fait installer une plaque de marbre de Paros au cimetière de Picpus en commémoration d'André de (sic) Chénier.
Elle publie son recueil de poèmes, L'Acropole, en 1908. Les poèmes qui forment la première partie du livre sont pièces d'inspiration antique, avec une grande influence de Chénier. Rendant compte du livre de Mme Eugénie Kapnist, M. Auguste Dorchain écrivait : " L'auteur n'est pas un artiste patient et volontaire, ni un capricieux dilettante, mais un poète vraiment soulevé par les grandes houles intérieures, et à qui l'on souhaiterait seulement de connaître davantage les strictes disciplines qui, jointes aux exaltations spontanées, font les chefs-d'œuvre. N'importe ! Admirons en lui des dons précieux : une belle chaleur d'âme, un souci des grands sujets, l'amour des causes justes et vaincues, l'indéfectible espoir qu'un jour elles seront victorieuses. Cette inspirée véritable est digne d'être la prêtresse du culte d'André Chénier ».
Le reste des poèmes relève de la propre inspiration de l'autrice, s'affirme sa personnalité, sa pensée et son esprit philosophique.
Elle était fervente partisane de l'insurrection de la Crète en 1897 et de son rattachement à la Grèce ; elle écrit un hymne pour les Grecs tombés dans les combats de l'Olympe en 1897. Dans La Fronde le 12 janvier 1898 elle écrit Dans l’écrasement de tout un peuple, auquel nous venons d’assister, dans la violation de toute justice, de tout honneur, vis-à-vis d’une nation désarmée, bloquée, isolée et provoquée partout — il y a bien des points de rapport, sur une plus vaste échelle seulement, avec ce qui se pratique journellement à l’égard des femmes.. Avec sa sœur Ida, elle est membre associée du Congrès international d'archéologie (1re session, Athènes 1905). Elle s'intéresse aussi à la situation des détenus ; en 1902 elle prononce un discours sur les prisons grecques et en septembre 1905 participe au Congrès pénitentiaire international de Budapest : « L'introduction du régime du travail en plein air est un devoir de justice envers le détenu, d'autant plus que l'état sanitaire des prisons laisse à désirer. »

## Œuvres
- L'Acropole, poèmes  A. Lemerre, 1908[8]
- Prométhée, drame lyrique, Paris, Collection de la Poétique, 1909 lire en ligne sur Gallica[9]
- Les prisons du Palamède à Nauplie, discours prononcé à la salle du Parnasse à Athènes, le 31 mars 1902, Athènes, Imprimerie Royale Raftanis-Papageorgiou, 1902.
- Anthologie critique des poètes, - Paris : Collection de "la Poétique", (1911)
- La sensibilité dans la poésie française contemporaine : (1885-1912) / Jean Dornis

## Articles académiques
- Prémont, L. (1964). Le Mythe de Prométhée dans la littérature française contemporaine: 1900-1960. Quebec: Presses de l'université Laval[10].
- Chénier, A., & Ponge, F. (2008). André Chénier and the Zero Degree of Revolution. Poetry Proscribed: Twentieth-century (re) visions of the Trials of Poetry in France, 56[11]